# Gayle Broughton
Gayle Broughton (5 de junho de 1996) é uma ruguebolista de sevens neozelandesa, medalhista olímpica.

## Carreira
Broughton integrou o elenco da Seleção Neozelandesa Feminina de Rugby Sevens medalha de prata nos Jogos Olímpicos Rio 2016.